# Piano (dinàmica)

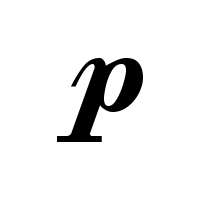
Abreviatura de piano.

Piano és un terme utilitzat en música per a indicar una determinada intensitat en el so, és a dir, un determinat matís. És una paraula italiana que significa suau i la seva abreviatura és p.
La intensitat que indica piano és major que la que indica pianissimo i menor que la que indica mezzopiano. En les partitures apareix sempre de manera abreujada, sempre sota el pentagrama i precisament sota la nota musical on comença aquesta dinàmica.
L'obra se segueix tocant piano des d'aquest punt des d'ara, fins que aparegui un nou indicador de dinàmica o un asterisc. La utilització d'aquests matisos es generalitza a partir del classicisme (segona meitat del segle xviii) amb el propòsit que l'intèrpret assolís una execució més propera a la idea del compositor.